# Maytenus segoviarum
Maytenus segoviarum är en benvedsväxtart som beskrevs av Standley och L. O. Williams. Maytenus segoviarum ingår i släktet Maytenus och familjen Celastraceae. Inga underarter finns listade.